# Machete
Machete és una pel·lícula estatunidenca d'acció del 2010 escrita, produïda i dirigida per Robert Rodriguez i Ethan Maniquis. La pel·lícula és una expansió d'un fals tràiler que va ser inclòs en el film de Rodriguez i Quentin Tarantino del 2007 Grindhouse. Machete continua l'estil de pel·lícula de baix cost i explotació de Grindhouse així com alguna part del seu metratge. Protagonitzen la pel·lícula Danny Trejo en el seu primer paper principal, amb Robert De Niro, Jessica Alba, Don Johnson, Michelle Rodriguez, Steven Seagal, Lindsay Lohan, Cheech Marin i Jeff Fahey. Machete va ser estrenat en els Estats Units per la 20th Century Fox i la productora de Rodriguez, Troublemaker Estudis, el 3 de setembre de 2010. Ha estat doblada al català.

## Argument
Machete és un exfederal mexicà que posseeix habilitats extraordinàries. S'enfronta al rei mexicà de la droga, Torres, i el donen per mort el que aprofita per fugir a Texas i oblidar el seu passat. Però allí, la corrupció i un intent d'assassinat d'un senador el converteixen en l'home més buscat. Tot i això, Machete té la determinació de netejar el seu nom i desemmascarar una fosca i enrevesada xarxa criminal.

## Repartiment
- Danny Trejo com a Machete Cortez
- Robert De Niro com al senador John McLaughlin
- Jessica Alba com a Sartana Rivera
- Steven Seagal com a Rogelio Torrez
- Michelle Rodriguez com a Luz/Shé
- Jeff Fahey com a Michael Booth
- Cheech Marin com a Padre Benicio Del Toro, el germà de Machete
- Don Johnson com a Von Jackson
- Lindsay Lohan com a April Booth
- Daryl Sabara com a Julio